# Canadair Sabre
Canadair Sabre je bila kanadska licenčna verzija lovca North American F-86 Sabre. V proizvodnji je bil v letih 1950–1958, zgradili so okrog 1800 letal. Glavni uporabnik so bile Kraljeve kanadske letalske sile (RCAF), so pa lovca izvozili v 12 drugih držav, med drugim tudi v Jugoslavijo. 

## Specifikacije (Sabre Mk.6)
Splošne karakteristike
- Posadka: 1
- Dolžina: 37 ft 6 in (11,43 m)
- Razpon kril: 37 ft 1½ in (11,32 m)
- Višina: 14 ft 9 in (4,49 m)
- Teža praznega letala: 10 618 lb (4 816 kg)
- Maks. vzletna teža: 17 560 lb (7 965 kg)
- Pogon letala: 1 × Avro Canada Orenda 14 turboreaktivni motor, 7 275 lbf (32,36 kN)

 Zmogljivost 
- Maks. hitrost: 710 mph (1142 km/h)
- Doseg: 1 270 milj (2044 km)
- Višina leta: 54 000 ft (16 460 m)
- Hitrost vzpenjanja: 11 800 ft/min (59,9 m/s)

Oborožitev

- Strelno orožje: 6x 0.50 in (12.7 mm) M3 Browning strojnice (1 602 nabojev skupno)
- Rakete: Več različnih izstreljevalcev raket; npr. 2x Matra izstreljevalca, vsak z 18x SNEB 68 mm raketami
- Izstrelki: 2x AIM-9 Sidewinder raketi zrak-zrak
- Bombe: Do 2 400 kg tovora na štirih nosilcih